# Ceuthomadarus uniformella
Ceuthomadarus uniformella is een vlinder uit de familie van de Lecithoceridae. De wetenschappelijke naam van de soort is voor het eerst geldig gepubliceerd in 1901 door Rebel.